# Homeland (Fernsehserie)/Staffel 3
Die dritte Staffel der US-amerikanischen Fernsehserie Homeland wurde 2013 erstmals im Fernsehen ausgestrahlt, beim US-Sender Showtime. Der deutsche Sender Sat.1 übernahm 2014 die deutschsprachige Erstausstrahlung.

## Handlung
Die Erstausstrahlung der dritten Staffel war vom 29. September bis zum 15. Dezember 2013 auf dem US-amerikanischen Kabelsender Showtime zu sehen. Die deutschsprachige Erstausstrahlung sendete der deutsche Free-TV-Sender Sat.1 vom 9. März bis zum 1. Juni 2014.
| Nr. (ges.) | Nr. (St.) | Deutscher Titel        | Originaltitel     | Erstausstrahlung USA | Deutschsprachige Erstausstrahlung (D) | Regie               | Drehbuch                            |
| --- | --------- | ---------------------- | ----------------- | -------------------- | ------------------------------------- | ------------------- | ----------------------------------- |
| 25 | 1         | Sechs oder keiner      | Tin Man Is Down   | 29. Sep. 2013        | 9. März 2014                          | Lesli Linka Glatter | Alex Gansa, Barbara Hall            |
| Zwei Monate nach dem Anschlag auf Langley steht die gesamte CIA auf dem Prüfstand vor dem United States Senate Select Committee on Intelligence unter dem Vorsitz von Senator Lockhart. Carrie soll sich für die 14-stündige Abwesenheit (die Zeit, in der sie Brody zur Flucht verhalf) nach der Explosion rechtfertigen, doch sie nimmt ihr Recht auf Aussageverweigerung wahr. Seit dem Anschlag hat sie ihre Lithiumtherapie abgebrochen und zeigt bereits wieder Anzeichen einer Manie. Dana hat nach dem Anschlag und der Vorverurteilung ihres Vaters versucht, sich das Leben zu nehmen, während die Familie Brody in Finanznöten steckt. Da Brody als Landesverräter gilt, hat das United States Marine Corps die Pensionszahlungen eingestellt. Saul ist inzwischen kommissarischer Direktor bei der CIA. Obwohl seine Frau aus Indien zu ihm zurückgekehrt ist, läuft die Ehe weiterhin schlecht. Auch im Beruf steht er unter großem Erfolgsdruck und er entscheidet sich, zur Entlastung sechs ranghohe Terroristen, die mit dem Anschlag auf Langley in Verbindung gebracht werden, gleichzeitig töten zu lassen. Eine der Operationen geht beinahe schief, als Quinn ein Kind im Auto der Zielperson („Tin Man“) sieht und entscheidet, die vorbereitete Bombe nicht zu zünden. Später dringt er allerdings in das Haus der Zielperson ein, tötet sie und erschießt beim Verlassen des Hauses aus Versehen das Kind. Die fünf weiteren Operationen laufen problemlos ab. Am nächsten Tag wird Saul vor das Komitee zitiert, wo die gezielten Tötungen durch die CIA als Ablenkungsmanöver gewertet werden. Außerdem ist durch die Zeitung inzwischen bekannt, dass eine CIA-Agentin ein Verhältnis zu Brody gehabt hat. Saul sagt wahrheitsgemäß aus, dass die fragliche Person eine bipolare Störung und das Verhältnis vor der CIA geheim gehalten habe, was Carrie sehr verstört. |           |                        |                   |                      |                                       |                     |                                     |
| 26 | 2         | Die Spur des Geldes    | Uh… Oh… Ah…       | 6. Okt. 2013         | 16. März 2014                         | Lesli Linka Glatter | Chip Johannessen                    |
| Immer noch aufgebracht darüber, dass Saul sie offenbar fallen gelassen hat, bietet Carrie ihre Story der Presse an. Sauls Berater Dar Adal versucht zu verhindern, dass CIA-Geheimnisse an die Öffentlichkeit kommen, und sorgt dafür, dass Carrie in eine psychiatrische Einrichtung gebracht wird und ihre Medizin zwangsweise verabreicht bekommt. Peter Quinn ist hin- und hergerissen: Einerseits versucht er, Carrie zu helfen, muss aber andererseits loyal zu Saul und der CIA bleiben. Um die Zahlungsströme zur Finanzierung des Langley-Anschlags aufzuklären, stößt eine neue Analystin (Fara Sherazi) zum Team. Sie deckt bald auf, dass ein Banker illegale Transaktionen in Richtung Iran vorgenommen und damit Unterlassungsauflagen verletzt hat. Der Banker wird vorgeladen, lässt sich aber von den rechtlichen Drohungen nicht beeindrucken. Quinn stellt den Banker abends beim Verlassen eines Lokals und erinnert ihn an das Schicksal seines Kollegen in Caracas, was dem Banker zu denken gibt. Dana Brody versucht gegen den Willen ihrer Mutter Jessica, das in der psychiatrischen Einrichtung begonnene Verhältnis zu Leo aufrechtzuerhalten. Dazu schleicht sie sich in die Psychiatrie ein und schläft dort mit Leo. |           |                        |                   |                      |                                       |                     |                                     |
| 27 | 3         | Endstation Caracas     | Tower of David    | 13. Okt. 2013        | 23. März 2014                         | Clark Johnson       | Henry Bromell, William Bromell      |
| Brody, der für den Anschlag auf das CIA-Hauptquartier verantwortlich gemacht wird, wird angeschossen in Venezuela aufgefunden und von einer mächtigen kriminellen Organisation aufgenommen und versorgt. Er wird in den Hochhausrohbau Torre de David in Caracas gebracht und dort operiert. Gegen die Schmerzen bekommt er regelmäßig Heroin gespritzt, was er immer stärker ablehnt und schließlich komplett verweigert. Später, als Brody wieder bei Kräften ist und das Haus verlassen will, stellt er fest, dass er Gefangener der immer noch namenlosen Organisation geworden ist. Seine „Gastgeber“ präsentieren ihm den Mann, der Brody während seiner Rekonvaleszenz ausraubte, und werfen ihn vor Brodys Augen in einen Schacht. Sie erklären dem völlig aufgebrachten Brody, auf den die US-Behörden ein Kopfgeld von 10 Millionen Dollar ausgesetzt haben, dass er bei ihnen bleiben müsse und jeder Mensch, der ihn erkenne, eine große Gefahr darstelle und daher sterben müsse. Mit Hilfe seiner „Krankenschwester“, der er in der Zwischenzeit ein wenig Englisch beigebracht hat, unternimmt Brody einen Fluchtversuch. Er geht zu einer nahegelegenen Moschee und bittet den Imam um Aufnahme. Dieser erkennt jedoch den „gesuchten Terroristen“ und verrät Brody an die Behörden. Gerade als die Polizei Brody abführen will, taucht ein Kommando der Organisation auf, erschießt alle Anwesenden außer Brody und bringt ihn zurück in den Turm. Carrie ist derweil immer noch in einer geschlossenen Einrichtung und versucht mit allen Mitteln, Kontakt zu Saul herzustellen, was sich als schwierig erweist, da Carrie noch keinen Besuch empfangen darf. Eines Tages sorgt die leitende Ärztin jedoch dafür, dass Carrie einen Mann treffen darf, der sich als Rechtsanwalt Franklin vorstellt und seinen rechtlichen Beistand anbietet. Carrie wittert dahinter einen Anwerbeversuch eines anderen Geheimdienstes, bricht das Gespräch ab, begibt sich freiwillig zurück in die Einrichtung und bittet sogar um eine Medizin-Gabe außer der Reihe. Zum Ende der Folge scheinen sich Carrie und Brody mit ihrem Schicksal abgefunden zu haben. Während Carrie sich auf eine lange Zeit in der Einrichtung einstellt, nimmt Brody freiwillig die angebotene Heroinspritze. |           |                        |                   |                      |                                       |                     |                                     |
| 28 | 4         | Das Risiko             | Game On           | 20. Okt. 2013        | 30. März 2014                         | David Nutter        | James Yoshimura, Alex Gansa         |
| Nach einer richterlichen Anhörung, die zunächst gut verlief, wird Carries Zwangsaufenthalt überraschenderweise verlängert. Der Richter wurde darüber informiert, dass das Justizministerium Carrie als Gefahr für die nationale Sicherheit einstuft. Einen Tag später wird Carrie auf Anordnung eines zweiten Richters plötzlich doch freigelassen. In ihrer Wohnung trifft sie auf Rechtsanwalt Franklin, der ihr erklärt, dass sie auf Wunsch seiner Kanzlei auf freiem Fuß sei und er sie schützen könne. Dafür müsse Carrie sich allerdings mit einem der Partner der Kanzlei treffen. Carrie geht zum Schein darauf ein, versucht jedoch zu fliehen. Mit wachsender Verzweiflung stellt sie daraufhin fest, dass ihr Auto beschlagnahmt wurde und sämtliche Konten eingefroren wurden. Nachdem sie eine Nacht bei einem ehemaligen One-Night-Stand verbracht hat, trifft Carrie erneut auf den Anwalt. Dieser verlangt, dass Carrie ihren Teil der Abmachung einhält, und bringt sie zu einem Landhaus, wo der Partner Bennett auf sie wartet. Dieser versucht sie tatsächlich dazu zu bringen, seinem Klienten CIA-Informationen preiszugeben, und droht ihr, sie ansonsten der CIA zu überlassen. Mit einigen Einschränkungen willigt Carrie schließlich ein. Dana Brody hilft derweil ihrem Freund Leo zur Flucht aus der Psychiatrie. Sie fahren zunächst gemeinsam zum Grab von Leos jüngerem Bruder, der sich das Leben genommen hat. Dies ist auch der Grund für Leos psychische Probleme. Danach fahren die beiden zur Kaserne, in der Nicholas Brody stationiert war, bevor er in den Irak zog. Dana gesteht Leo, dass sie die Verabschiedung von ihrem Vater 2003 für dessen letzte ehrliche Worte hält. Jessica und Mike treffen sich unterdessen mit Leos Eltern und der Polizei, um die beiden Flüchtigen aufzuspüren. Es kommt zu gegenseitigen Anschuldigungen. Später findet Mike heraus, dass Leo möglicherweise einen Selbstmordpakt mit seinem Bruder geschlossen hatte und daher einerseits mitschuldig an dessen Tod, andererseits selbst suizidgefährdet sein könnte. Saul und Fara haben inzwischen ermittelt, dass einer der führenden Köpfe hinter dem Langley-Anschlag, der iranische Geheimdienstmann Javadi, viele Millionen Dollar der Iranischen Revolutionsgarde veruntreut hat. Statt ihn jedoch zu denunzieren, will Saul dieses Wissen nutzen, um des Terroristen habhaft zu werden. Am Abend besucht Carrie Saul in dessen Privathaus und berichtet über ihre Erlebnisse des Tages. Es stellt sich heraus, dass Carrie von Saul und der CIA nur zum Schein fallengelassen wurde. Sie sollte so als Lockvogel für die Terroristen dienen und diese im Auftrag von Saul infiltrieren. Erfreut über die Nachricht, dass Carrie kurz davor steht, dieses Ziel zu erreichen, bietet er der völlig erschöpften Carrie Tee an. |           |                        |                   |                      |                                       |                     |                                     |
| 29 | 5         | Das Yoga-Spiel         | The Yoga Play     | 27. Okt. 2013        | 6. Apr. 2014                          | Clark Johnson       | Patrick Harbinson                   |
| Jessica tritt an Carrie heran und bittet um deren Mithilfe bei der Suche nach Dana und Leo. Carrie riskiert daraufhin beinahe ihre Tarnung, lässt aber ihre Beziehungen zum FBI spielen, das die beiden Ausreißer schließlich finden kann. Dana hat währenddessen von dem Selbstmordpakt zwischen Leo und seinem Bruder erfahren und wendet sich von Leo ab, da sie in ihrem Leben keine weiteren Lügen erträgt. Kurz darauf wird Carrie in ihrer Wohnung überfallen. Es handelt sich um Agenten des iranischen Geheimdienstes, die Carrie zwingen, sie zu Javadi zu begleiten. Quinn kann nicht eingreifen, da er auf Sauls Anweisungen seinen Beobachtungsposten zu weit von Carries Wohnung bezogen hat und den Überfall erst bemerkt, als es zu spät und Carrie verschwunden ist. |           |                        |                   |                      |                                       |                     |                                     |
| 30 | 6         | Machtwechsel           | Still Positive    | 3. Nov. 2013         | 13. Apr. 2014                         | Lesli Linka Glatter | Alexander Cary, Barbara Hall        |
| Carrie wird in ein Safehouse des iranischen Geheimdienstes bei Washington gebracht und dort mittels Lügendetektor von Javadi befragt. Da er schnell merkt, dass Carrie lügt, sorgt diese dafür, dass beide sich allein unterhalten können. Dann eröffnet sie Javadi, dass sie weiterhin für die CIA arbeitet und von seinen Unterschlagungen weiß. Sie fordert ihn zu einem Treffen mit der CIA auf und droht, andernfalls seine finanziellen Veruntreuungen auffliegen zu lassen. Um den Schein gegenüber Javadis Agenten zu wahren, schlägt Carrie vor, vermeintliche Informationen zu den Kommandoaktionen gegen die sechs Langley-Drahtzieher bei einem zweiten Treffen später am Tage zu liefern. Carrie macht einen Schwangerschaftstest, der positiv ausfällt. Javadi erscheint nicht zu dem vereinbarten Treffen, fährt stattdessen zum Haus seiner Schwiegertochter, erschießt sie und ermordet auch seine Ex-Frau brutal mit einer zerbrochenen Weinflasche. Quinn und Carrie erreichen das Haus Sekunden später und können das Blutbad nicht verhindern. Sie nehmen Javadi in Gewahrsam und bringen ihn zu Saul. Saul informiert Fara über seine gemeinsame Vergangenheit mit Javadi: Während der Islamischen Revolution im Jahr 1979 hat Saul Javadi gebeten, vier seiner Informanten aus dem Iran zu bringen. Dieser lieferte sie jedoch an das neue Regime aus, um sich selbst einen Geheimdienstposten zu verschaffen. Als Rache half Saul später Javadis Frau und der Tochter, in die USA zu fliehen. Dana lässt ihren Nachnamen in „Lazaro“, dem Mädchennamen ihrer Mutter, ändern, um nicht mehr überall als Brodys Tochter erkannt zu werden, was bei Jessica auf Verständnis stößt. Als Dana bald darauf ausziehen will, versucht Jessica sie davon abzubringen, muss jedoch einsehen, dass sie keine Chance hat und Dana alle Verbindungen zu ihrem Vater trennen will. |           |                        |                   |                      |                                       |                     |                                     |
| 31 | 7         | Der Fluch alter Männer | Gerontion         | 10. Nov. 2013        | 27. Apr. 2014                         | Carl Franklin       | Chip Johannessen                    |
| Saul eröffnet dem überraschten Javadi, dass er nicht vorhat, ihn vor Gericht zu bringen, sondern ihn als Doppelagenten zurück in den Iran schicken will. Er droht, andernfalls die Unterschlagung den iranischen Behörden zu verraten. Javadi würde in diesem Fall voraussichtlich zum Tode verurteilt und gehängt. Javadi willigt schließlich ein. Auf Sauls Nachfrage behauptet er, nicht zu wissen, wer genau die Bombe in Langley platziert habe, Brody sei es jedoch nicht gewesen. Quinn und Carrie versuchen derweil, die Polizeiuntersuchungen zum Mord an Javadis Ex-Frau und Schwiegertochter zu beenden. Es gelingt ihnen schließlich, als Quinn, der Immunität genießt, behauptet, der Mörder zu sein. Quinn vertraut Carrie danach an, die CIA verlassen zu wollen, sichert ihr jedoch auch seine Hilfe zu. Nachdem Javadi und Carrie zum Flughafen aufgebrochen sind, kehrt Saul ins CIA-Hauptquartier zurück und trifft dort auf Senator Lockhart. Dieser verlangt die sofortige Verhaftung Javadis, als er erfährt, dass dieser im Land ist. Saul sperrt den Senator in einem Konferenzraum ein, bis er sicher ist, dass Javadis Flugzeug den US-amerikanischen Luftraum verlassen hat. Vor dem Betreten des Flugzeugs gibt Javadi Carrie den Hinweis, dass der wahre Attentäter von Langley noch immer in den USA auf freiem Fuß ist. Bennett kenne seine Identität und seinen Aufenthaltsort. Privat versucht Saul, endlich eine neue Beziehung zu seiner Frau Mira aufzubauen. Dies erweist sich jedoch als schwierig, da sie ihr in Mumbai begonnenes Verhältnis zu einem anderen Mann, Alain Bernard, auch in Washington weiterpflegt. |           |                        |                   |                      |                                       |                     |                                     |
| 32 | 8         | Phase zwei             | A Red Wheelbarrow | 17. Nov. 2013        | 4. Mai 2014                           | Seith Mann          | Alex Gansa, James Yoshimura         |
| Die CIA plant aufgrund der Information, die Carrie von Javadi erhalten hat, den wahren Langley-Attentäter ausfindig zu machen. Adal trifft sich mit Bennett und gibt vor, ihn vor einer Untersuchung durch die CIA warnen zu wollen. Bennett beauftragt daraufhin seinen Partner Franklin, den Langley-Attentäter außer Landes zu bringen. Die CIA, die das Telefonat abgehört hat, folgt Franklin zum Aufenthaltsort des Attentäters. Carrie sieht, wie Franklin einen Schalldämpfer auf seine Pistole schraubt, und ist sich daher sicher, dass er den Attentäter töten will, statt ihn außer Landes zu bringen. Dadurch aber könnte er nicht mehr zu Brodys Gunsten aussagen und dessen Unschuld am Langley-Attentat bezeugen. Um Franklin zu hindern, steigt sie daher aus dem Überwachungswagen und riskiert so ihre Deckung und damit die gesamte Javadi-Operation. Daher wird sie von Quinn mit einem Schuss in den Oberarm niedergestreckt. Franklin erschießt den Attentäter und übergießt dann die in der Badewanne liegende Leiche mit Säure. Mira trennt sich von ihrem Liebhaber Bernard. Es stellt sich heraus, dass es sich dabei um einen Spion handelt, der Saul ausspähen soll. In einer Computermaus versteckte er ein Abhörgerät, bevor er Sauls Haus verlässt. Saul reist mit 10 Millionen Dollar nach Caracas, um Brody auszulösen. Er wird in dessen Zelle geführt, wo er Brody apathisch am Boden liegend und von benutzten Spritzen umgeben vorfindet. |           |                        |                   |                      |                                       |                     |                                     |
| 33 | 9         | Jetzt oder nie         | One Last Thing    | 24. Nov. 2013        | 11. Mai 2014                          | Jeffrey Reiner      | Barbara Hall                        |
| Brody wird in ein Trainingszentrum von US-Spezialeinheiten nach Virginia gebracht. Nach einem beschleunigten Entzug wird er trainiert und auf seinen nächsten Einsatz vorbereitet. Saul plant, ihn ebenfalls in den Iran zu schicken, wo er, als politischer Flüchtling und vermeintlich erfolgreicher Langley-Attentäter getarnt, den Chef der Sicherheitsbehörden, Danesh Akbari, ausschalten soll. Saul geht davon aus, dass Javadi auf dessen Posten befördert würde, was ihn zu einer der wichtigsten Personen der iranischen Regierung machen würde. Carrie erholt sich schnell von ihrer Schusswunde und ist bald wieder Teil der Operation. Im Trainingszentrum trifft sie zum ersten Mal wieder auf Brody. Sie hält jedoch ihre Schwangerschaft weiter geheim. Virgil und Max untersuchen Sauls Haus und finden die Wanze. Sie können das Signal zu Miras Ex-Liebhaber zurückverfolgen und finden durch Beschattung heraus, dass dieser an Senator Lockhart berichtet. Damit hat Saul ein Druckmittel in der Hand gegen den Senator, der als designierter Direktor kurz vor der Übernahme der CIA steht, und kann sich Zeit für seine Operation erpressen. Kurz vor der Abreise in den Iran führt Carrie Brody zu einem Motel, wo Dana als Zimmermädchen arbeitet. Als Brody seine Tochter anspricht, weist diese ihn jedoch zurück. |           |                        |                   |                      |                                       |                     |                                     |
| 34 | 10        | Der Passagier          | Good Night        | 1. Dez. 2013         | 18. Mai 2014                          | Keith Gordon        | Alexander Cary, Charlotte Stoudt    |
| Der Versuch, Brody in den Iran zu bringen, scheint fehlzuschlagen, als das Infiltrationsteam auf irakische Einheiten stößt. Im Verlauf des Scharmützels wird einer der Männer verwundet und Brody macht sich entgegen den ausdrücklichen Anweisungen aus Langley mit nur einem Mann Begleitung auf, die Grenze zu überqueren. Beide werden durch ein iranisches Kommando festgenommen. In einer Gefängniszelle im Iran erschießt Majid Javadi Brodys Begleiter und bringt Brody anschließend nach Teheran. In Langley versucht man derweil zu verhindern, dass zu viele Informationen ins Weiße Haus gelangen. |           |                        |                   |                      |                                       |                     |                                     |
| 35 | 11        | Unser Mann in Teheran  | Big Man in Tehran | 8. Dez. 2013         | 25. Mai 2014                          | Daniel Minahan      | Chip Johannessen, Patrick Harbinson |
| Nach einigen Tagen Verhörs scheint Brody die Iraner davon überzeugt zu haben, dass er als Asylsuchender in den Iran gekommen ist. Dieser „Triumph“ soll nun propagandistisch ausgeschlachtet werden und es wird ein Treffen mit dem Chef der Sicherheitsbehörde geplant. Iranische Mossadagenten beschaffen eine Giftinjektion, die Brody dem Sicherheitschef Akbari verabreichen soll, gleichzeitig soll ein an einem Motorrad befestigter Sprengsatz die Wachmannschaften ablenken und Brody zur Flucht verhelfen. Am geplanten Treffpunkt erscheint der Sicherheitschef jedoch nur für wenige Augenblicke und zieht ab. Stattdessen trifft Brody auf Abu Nazirs Witwe. Auf der Rückfahrt vom Treffen zerstört Brody heimlich die Giftspritze. Im iranischen Fernsehen wird er nun als Held gefeiert; die CIA plant allerdings seine Ermordung durch die beiden Mossadagenten, da sie wieder um Brodys Loyalität fürchtet. Carrie kann den Mordanschlag zwar in letzter Sekunde verhindern, aber Brody nicht dazu überreden, das Land zu verlassen. Stattdessen begibt sich Brody in das Büro Akbaris unter dem Vorwand, Majid Javadis Doppelspiel aufzudecken. Kurz darauf schlägt er Akbari mit einem gläsernen Aschenbecher nieder und erstickt ihn mit einem Sofakissen, womit er seinen ursprünglichen Auftrag erfüllt. |           |                        |                   |                      |                                       |                     |                                     |
| 36 | 12        | Der Stern              | The Star          | 15. Dez. 2013        | 1. Juni 2014                          | Lesli Linka Glatter | Alex Gansa, Meredith Stiehm         |
| In den letzten Stunden seines Direktorats bereitet Saul die Exfiltration Brodys aus dem Iran vor. Brody trifft sich mit Carrie und die beiden fahren zu einem einsamen Haus, um dort auf die Ankunft des Spezialteams zu warten. Majid Javadi wird derweil mit der Suche nach Akbaris Mörder beauftragt. Er gibt Langley zu verstehen, dass seine Beförderung gefährdet sei, sollte Brody das Land verlassen. Der neue Direktor Lockhart lässt daher das Extraktionsteam zurückziehen und Brody durch die Iraner festnehmen. Brody wird zum Tode durch Strang verurteilt und öffentlich exekutiert. Zuvor hatte er Carrie in einem Telefonat mitgeteilt, dass er nichts bereue und seinem Tod erhobenen Hauptes entgegensehe. Seiner Bitte, Carrie möge sich von der Exekution fernhalten, kommt diese jedoch nicht nach. Vier Monate später findet in Langley eine Zeremonie zur Ehrung gefallener CIA-Mitarbeiter statt. Carrie bittet Senator Lockhart darum, dass auch Brody geehrt werde. Lockhart lehnt das ab, bietet Carrie aber die Stelle als Stationsleiterin in Istanbul an, was diese trotz ihrer fortgeschrittenen Schwangerschaft annimmt. Am Abend nach der Zeremonie malt Carrie heimlich einen Stern für Brody an die Ehrenwand. Saul hat sich unterdessen in seinem Ruhesitz an der marokkanischen Atlantikküste eingerichtet und liest in der Zeitung über Fortschritte in den Verhandlungen über das iranische Atomprogramm. Mira feiert dies als Sauls Verdienst. |           |                        |                   |                      |                                       |                     |                                     |